# Fausta Giani Cecchini
Fausta Giani Cecchini (Castelfiorentino, 8 dicembre 1922 – Pisa, 30 marzo 2004) è stata una politica italiana.
È stata la prima donna a divenire sindaca di Pisa e presidente della Provincia di Pisa, nonché la prima donna a rivestire la carica di sindaco di una città capoluogo di provincia della Toscana.

## Biografia
Già militante e combattente tra le file partigiane nella Resistenza in Piemonte.
Nel dopoguerra fu una delle principali esponenti del Partito Socialista Italiano a Pisa, e fu eletta sindaca della città nel dicembre 1968 in seguito alle dimissioni di Giulio Battistini. Dal 1981 al 1985 fu presidente della provincia di Pisa.
Muore il 30 marzo 2004 all'età di 81 anni. Nel marzo 2011 a Pisa le è stata dedicata una via nel quartiere Pisanova.